# Литман, Энно
Энно Литман (нем. Ludwig Richard Enno Littmann; 16 сентября 1875[…], Ольденбург — 4 мая 1958[…], Тюбинген, Баден-Вюртемберг) — немецкий востоковед, филолог, семитолог и эфиопист. Деятельность Энно Литтманна считается вершиной немецкой эфиопистики начала XX века.

## Биография
Родился 16 сентября 1875 года в Ольденбурге.
В 1894—1898 года учился в Берлине, Галле, Грайфсвальде, у профессора Теодора Нёльдеке в Страсбургском университете. Получил докторскую степень в 1898 году в Галле за работу по языку тигре (Das Verbum der Tigresprache), опубликованную в 1898—1899 годах.
Начал свою исследовательскую работу с подведения итогов состояния изучения эфиопистики.
В 1901—1904 годах — доцент Принстонского университета. В 1906—1914 годах работал профессором на кафедре семитских языков в Страсбургском университете. У него учился Эмиль Форрер и Тадеуш Ковальский. В 1914—1916 годах — профессор в Гёттингене, в 1918—1921 годах — в Бонне. В 1921—1947 годах был профессором восточных языков в Тюбингенском университете.
В 1899—1900 и 1904—1905 годах принял участие в экспедициях в Сирию и Палестину. В 1905—1906 году воглавил немецкую аксумскую экспедицию, изыскания которой явились одним из важнейших этапов археологического изучения Аксума. Результатом этой экспедиции были 4 тома трудов, которые являются основными работами при исследовании Аксумского царства. Сам Литман интересовался главным образом вопросами филологии, собирал рукописи, наблюдал традиционное произношение языка геэз и принял значительное участие в изучении языков тигринья и тигре, в дальнейшем подготовил основу для научной грамматики языка тигре и начал работу по составлению словаря тигре. Литман, будучи доцентом Принстонского университета, принял участие в так называемой Принстонской экспедиции в 1903 году. Труды этой экспедиции вышли в 4 томах (1910—1913) и содержат собрания текстов в прозе и стихах на языках тигре. Литман уделял особое внимание вопросам литературы и фольклора Эфиопии. В 1904 году Литман опубликовал исследование о легенде о царице Савской по версии города Аксум..
Занимался народным творчеством турок.
В 1932 году, когда король Фуад I основал Египетскую академию наук, Литман стал её иностранным членом вместо Арента Яна Венсинка.
Один из авторов фундаментальной «Энциклопедии ислама» (первого издания).
Автор немецкого перевода «Тысячи и одной ночи» (6 томов, 1921—1928), основанного на калькуттском издании, опубликованном английским ученым Уильямом Макнахтеном в 1839—1842 годах. Его перевод филологически безупречен, скрупулезно следует первоисточнику:
Подобно Вашингтону неспособный лгать, он, увы, не может похвастать ничем, кроме немецкой честности.
Оригинальный текст (англ.)Incapable, like George Washington, of telling a lie, his work reveals nothing but German candor.
В 1931 году стал членом Ордена «За заслуги в науке и искусстве», в 1952—1955 годах — канцлер ордена.
Умер 4 мая 1958 года в Тюбингене.

## Сочинения
- Littmann E. Über die Abfassungszeit des Tritojesaja. — Freiburg i.Br.: J. C. B. Mohr, 1899. — 52 S.
- Littmann, Enno. Zur Entzifferung der Ṣafâ-Inschriften. — Leipzig: O. Harrassowitz, 1901. — 76 S.
- Littmann, Enno. Semitic inscriptions. — New York: Century, 1904.
- Littmann, Enno. Tschakydschy. Ein türkischer Räuberhauptmann der Gegenwart. — Berlin: Karl Curtius, 1915.